# Феникс (проект разработки ракеты-носителя)

«Феникс» — название опытно-конструкторских работ, в рамках которых планируется разработка нового семейства российской ракеты-носителя среднего класса, возможная замена РН семейства «Зенит».
Предназначается, в частности, для запуска пилотируемого корабля «Орёл».
Также рассматривается как первая ступень сверхтяжелой ракеты-носителя (первой ступенью сверхтяжёлой ракеты станет новая ракета среднего класса «Союз-5.1») или как запасной носитель, в случае возникновения нештатных ситуаций с ракетами семейства «Ангара».
В проекте ФКП (Федеральная космическая программа России до 2025 года) создание данной ракеты-носителя изначально отражено не было, РКЦ «Прогресс» начинал разработку «Феникса» в 2018 году в инициативном порядке.

## История
Проектирование было начато в 2018 году.
Новая ракета, разрабатываемая в рамках ОКР «Феникс», первоначально получила название «Союз-5» или же «Сункар» (каз. сұңқар — сокол). Площадкой для запуска назывался КРК «Байтерек».
На первой ступени ракеты планируется использовать двигатели РД-171М. На второй — РД-0124 (создан в КБ химавтоматики, используется на третьей ступени ракеты-носителя «Союз-2.1б») вместо РД-120 (производится на Украине). Испытания двигателя с тягой 800 тонн, предназначенного для ракеты «Союз-5», прошли в августе 2022 года, пуск ракеты запланирован на конец 2023 года.
Впоследствии ракета-носитель получила название «Иртыш», её первый запуск запланирован на 2024 год (ранее назывался 2021 год); первый пилотируемый запуск назначен на 2025 год.
Роскосмос планирует провести лётные испытания ракеты «Сункар» на Байконуре в 2021 году, ракеты для «Морского старта» — в 2020 году, на космодроме Восточный — в 2034 году.
Для ускорения лётных испытаний планируется использовать имеющийся на космодроме Байконур стартовый комплекс ракеты «Зенит», который в рамках проекта «Байтерек» будет модернизирован Казахстаном под новую российскую ракету. Версия ракеты для Байконура будет запускаться под именем «Сункар» (сокол).
Также лётные испытания унифицированной с «Союзом-5» и «Сункаром» ракеты-носителя в морском исполнении предполагается проводить с комплекса «Морской старт».
Планируется, что на космодроме «Восточный» будет построен стартовый комплекс для этой ракеты (которая разрабатывается и для условий её применения в качестве блоков первой ступени ракеты-носителя сверхтяжёлого класса).

## Стоимость
С 2018 по 2025 год Роскосмос планирует потратить на этот проект 52 млрд рублей, ранее озвучивалась цифра в 30 млрд рублей.